# Saskia Esken
 Saskia Esken, nacida Saskia Hofer  (Stuttgart, Alemania, 28 de agosto de 1961) es una informática, especializada en Sociedad de la Información y política alemana. Desde el 6 de diciembre de 2019 es copresidenta del Partido Socialdemócrata de Alemania (SPD), primero junto a Norbert Walter-Borjans y actualmente junto a Lars Klingbeil. Es miembro del Bundestag desde 2013.

## Trayectoria
Saskia Hofert nació en 1961 en Stuttgart. Estudió en el Johannes-Kepler-Gymnasium Weil der Stadt formándose en informática.
Ingresó en el SPD en 1990. Ha sido miembro del Bundestag alemán desde las elecciones de 2013 y desde 2017 es diputada por Calw . En el parlamento forma parte del Comité de la Agenda Digital y es la relatora de su grupo parlamentario sobre privacidad, seguridad informática, educación digital y administración electrónica. 
Desde 2013 hasta 2017, Esken también fue miembro del Comité de Evaluación de Educación, Investigación y Tecnología, así como de la Junta Consultiva Parlamentaria sobre Desarrollo Sostenible. Tras las elecciones de 2017, también se unió a la Comisión de Asuntos Internos. 
En su grupo parlamentario forma parte de grupos de trabajo sobre cuestiones digitales (desde 2014) y sobre protección del consumidor (desde 2018), así como de Parlamentarische Linke (Izquierda parlamentaria), una asociación de parlamentarios de izquierda.
En las negociaciones para formar un gobierno de coalición bajo el liderazgo de la canciller Angela Merkel tras las elecciones federales de 2017, Esken formó parte del grupo de trabajo sobre política digital con Helge Braun, Dorothee Bär y Lars Klingbeil. 

### Presidencia del SPD
En agosto de 2019 anunció su candidatura a la presidencia del Partido Socialdemócrata junto a Norbert Walter-Borjans. Contra pronóstico el tandem logró la victoria frente al ministro Olaf Scholz y la ex parlamentaria regional del este, Klara Geywitz, apoyados por el sector de la izquierda del partido con el 53 % de los votos de la militancia de la formación.
El 6 de diciembre de 2019 fue ratificada en el Congreso del SPD. Esken recibió el 75,9% de los votos, y Walter-Borjans el 89,2%.
El 11 de diciembre de 2021 fue elegida nuevamente como presidenta del SPD con el 76,7% de los votos, esta vez junto a Lars Klingbeil.

## Otras actividades

### Agencias regulatorias
- Agencia Federal de Redes de Electricidad, Gas, Telecomunicaciones, Correos y Ferrocarriles (BNetzA), Miembro de la Junta Asesora (desde 2018)[8]

### Organizaciones sin ánimo de lucro
- Ein Netz für Kinder, miembro de la junta directiva (desde 2014)
- Federación Alemana para el Medio Ambiente y la Conservación de la Naturaleza (BUND), miembro
- Greenpeace, miembro
- Sindicato Alemán de Servicios Unidos (ver.di), miembro
- Agencia Federal de Educación Cívica, miembro suplente de la junta directiva (2014-2018)